# Klockrike
Klockrike  är en tätort i Klockrike socken. Klockrike ligger i östra delen av Motala kommun, Östergötlands län, på Östgötaslätten cirka 9 kilometer söder om Borensberg.
Klockrike kyrkby med Klockrike kyrka och Klockrike skola ligger cirka 1 kilometer norr om Klockrike samhälle.

## Historia

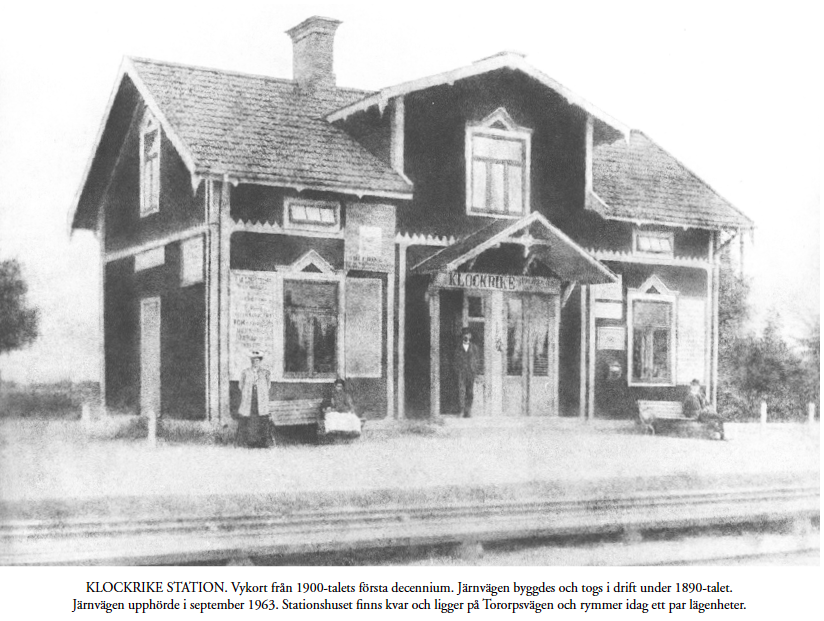
Klockrike station 1900-10

Klockrike samhälle byggdes upp kring Klockrike station vid järnvägslinjen Linköping – Fågelsta, Mellersta Östergötlands Järnväg, som invigdes år 1897 och lades ner 1963. 
Namnet Klockrike sägs ha sitt ursprung i "Klockarens ekeskog" som tros ha varit en hednisk kult- och offerplats öster om gamla kyrkogården. Där finns en offerkälla; Helge Björns holk.

### Befolkningsutveckling
| Befolkningsutvecklingen i Klockrike 1960–2020                     | Befolkningsutvecklingen i Klockrike 1960–2020 | Befolkningsutvecklingen i Klockrike 1960–2020 | Befolkningsutvecklingen i Klockrike 1960–2020 | Befolkningsutvecklingen i Klockrike 1960–2020 |
| ----------------------------------------------------------------- | --------------------------------------------- | --------------------------------------------- | --------------------------------------------- | --------------------------------------------- |
|                                                                   |                                               |                                               |                                               |                                               |
| År                                                                |                                               |                                               | Folkmängd                                     | Areal (ha)                                    |
| 1960                                                              | 1960                                          |                                               | 198                                           | ¤                                             |
| 1965                                                              | 1965                                          |                                               | 237                                           |                                               |
| 1970                                                              | 1970                                          |                                               | 241                                           | 50                                            |
| 1975                                                              | 1975                                          |                                               | 234                                           | 50                                            |
| 1980                                                              | 1980                                          |                                               | 223                                           | 50                                            |
| 1990                                                              | 1990                                          |                                               | 271                                           | 52                                            |
| 1995                                                              | 1995                                          |                                               | 297                                           | 52                                            |
| 2000                                                              | 2000                                          |                                               | 275                                           | 52                                            |
| 2005                                                              | 2005                                          |                                               | 281                                           | 52                                            |
| 2010                                                              | 2010                                          |                                               | 272                                           | 52                                            |
| 2015                                                              | 2015                                          |                                               | 248                                           | 41                                            |
| 2020                                                              | 2020                                          |                                               | 255                                           | 42                                            |
| Anm.: Ny tätort 1965 ¤ Som tätortsbebyggelse med 150-199 invånare |                                               |                                               |                                               |                                               |

## Samhället

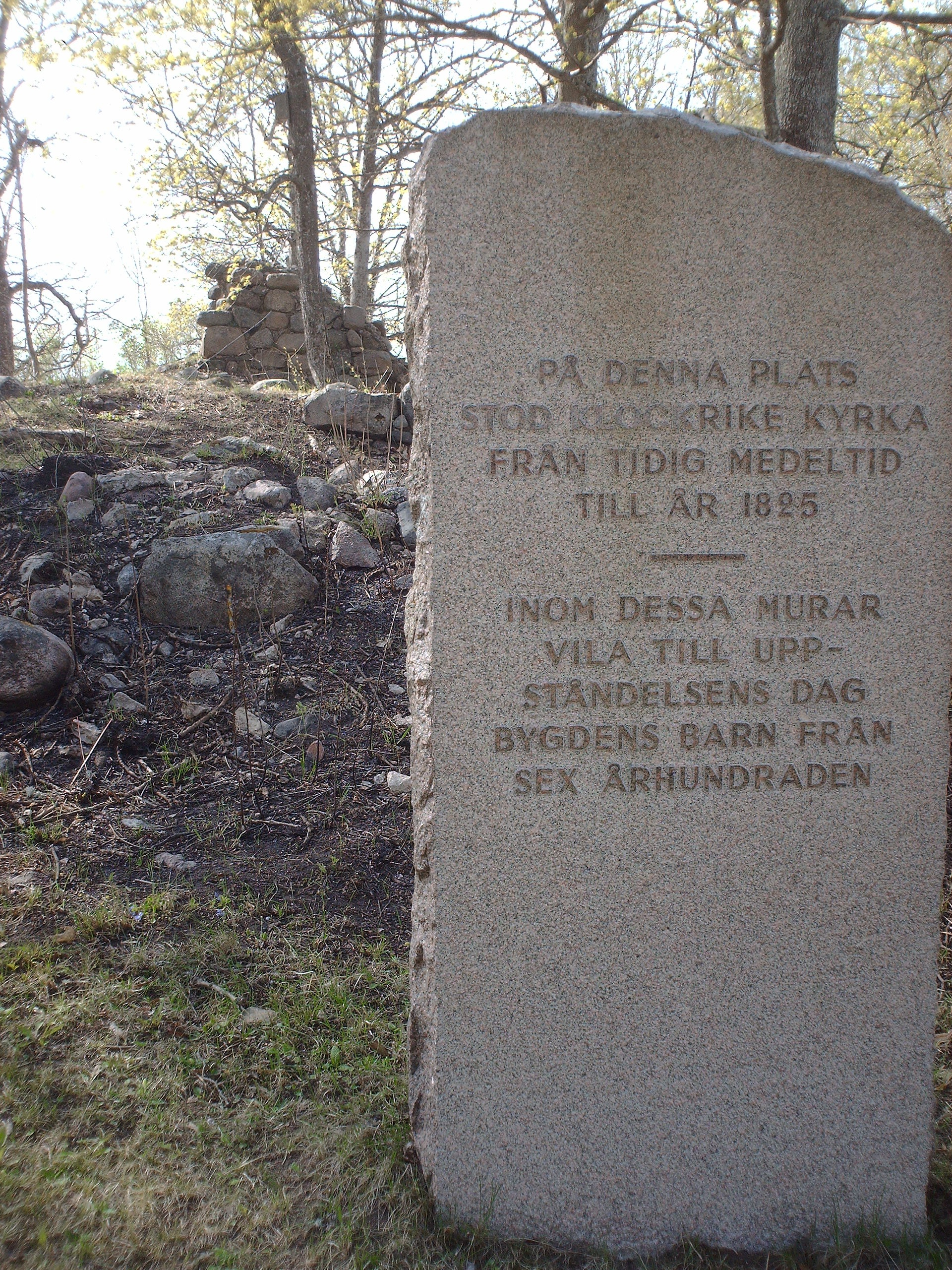
Gamla kyrkogården

I norra delen av Klockrike samhälle ligger gamla kyrkogården. Det kan tidigare ha funnits ett kapell där. Klockrikes första kyrka byggdes på 1200-talet och revs 1825 när nya kyrkan byggdes några hundra meter längre norrut. Bredvid den ligger byns förskola samt låg- och mellanstadieskola. Det finns även en bygdegård.

## Idrott
Klockrike har en idrottsförening, Klockrikes allmänna idrottsförening (KAIF) med fotbollsplan och klubbstuga på Klockrikevallen.

## Klockrike i litteraturen
Ortnamnet Klockrike blev känt genom Harry Martinsons roman Vägen till Klockrike (1948). Luffaren Bolle kommer dock aldrig fram till Klockrike utan byn är bara ett fjärran mål för hans vandring – en symbol för det ouppnåeliga paradiset. I maj 2009 firade Harry Martinson-sällskapet romanens 60-årsminne genom att sällskapets årshögtid förlades till Klockrike.